# Quel che conta è il pensiero
Quel che conta è il pensiero è un film del 2020 scritto, diretto e prodotto da Luca Zambianchi, al suo esordio alla regia. Il film è stato realizzato con un budget estremamente ridotto. Per la realizzazione del film, il regista Luca Zambianchi ha ricoperto anche i ruoli di interprete, produttore, organizzatore generale, direttore della fotografia e montatore.

## Trama
Giovanni e Michele sono alla ricerca di un terzo coinquilino per il loro appartamento per studenti. Giovanni, anziché preparare gli esami di Medicina, lavora alla messa in scena del proprio spettacolo amatoriale “La Lavanderia di Freud”; mentre Michele, ottimista fuoricorso, rimbalza di festa in festa e di ragazza in ragazza. Complice la diffidenza di Giovanni, la ricerca del nuovo coinquilino sembra aver poco successo, finché un giorno, senza preavviso, Asia si presenta alla porta. Tra esami rimandati, discussioni ambiziose, incurabili malinconie e un po’ troppi caffè, Giovanni, Asia e Michele incedono verso un futuro incerto nelle file di una generazione perennemente in crisi, in attesa di uno slancio che sembra sfociare regolarmente in autoironia.

## Distribuzione
Il film, terminato nel 2020, è poi stato distribuito nelle sale cinematografiche italiane da Trent Film a partire dal 26 maggio 2022.